# アレックス・マカチェク
アレックス・マカチェク（Alex Machacek、1972年7月1日 - ）は、オーストリアのコンテンポラリー・ジャズ、フュージョンギタリスト。現在、ロサンゼルスを活動拠点としており、ミュージシャンズ・インスティチュートの教員でもある。主にヘッドレスギターを愛用している。

## 略歴
チェコ人の両親の元、1972年にオーストリアのトゥルンで誕生する。8歳からクラシックギターを始め、ウィーンの音楽スクールへ6年間通い続けた。その後、ヘヴィメタルやジャズに傾倒していき、高校卒業後、ウィーン国立音楽大学のジャズ科ギター専攻へと入学した。卒業後の1998年にアメリカのバークリー音楽大学に留学するが、2学期目にヨーロッパのギターコンペティションで『Guitar Newcomer 98』を受賞したことを機に中退し、最初のアルバムの『Featuring Ourselves』を発表し、本格的に音楽活動を始めた。

## ディスコグラフィ

### ソロ・アルバム
- Featuring Ourselves (1999年、Abstract Logix)
- [Sic] (2006年、Abstract Logix)
- Improvision (2007年、Abstract Logix) ※with Jeff Sipe、Matthew Garrison
- Official Triangle Sessions (2009年、Abstract Logix) ※with Jeff Sipe、Neal Fountain
- 『24テイルズ』 - 24 Tales (2010年、Abstract Logix) ※with マルコ・ミンネマン
- Fat (2012年、Abstract Logix) ※with Raphael Preuschl、Herbert Pirker
- Now (2013年、Abstract Logix) ※with ゲイリー・ハズバンド
- Fat: Living the Dream (2015年、Abstract Logix)[2]

### 参加アルバム
- BPM : Delete and Roll (2002年)
- Twilight Archive (with Chris Mancinelli, Tom Vedvik, John Fumo) : Ritual Fiction (2008年)
- UKZ : Radiation (2009年)
- ゲイリー・ハズバンド : Dirty & Beautiful Vol.2 (2012年)
- ヴァージル・ドナティ : In This Life (2013年)
- リチャード・ハレビーク : 『RHP II:ペイン・イン・ザ・ジャズ』 - Richard Hallebeek Project II: Pain in the Jazz (2013年)